# Xenophrys shuichengensis
Xenophrys shuichengensis és una espècie d'amfibi que viu a la Xina.